# Chapaleufú megye
Chapaleufú egy megye Argentína középső részén, La Pampa tartományban. Székhelye Intendente Alvear.

## Népesség
A megye népessége a közelmúltban a következőképpen változott:
| Év   | Lakosság |
| ---- | -------- |
| 2001 | 10 748   |
| 2010 | 11 620   |